# Єврейський антифашистський комітет
Єврейський антифашистський комітет (ЄАК) — громадська організація євреїв СРСР, сформована на початку Другої світової війни під впливом уряду СРСР. Існувала з лютого 1942 року по листопад 1948 року, коли вона була ліквідована рішенням політбюро ЦК ВКП(б) як «центр антирадянської пропаганди», лідери організації були страчені радянським урядом.

## Історія
22 червня 1941 року Німеччина напала на СРСР. Уряд СРСР намагався отримати допомогу від США та Великої Британії й вважав, що єврейські громади мали вагомий вплив на уряди цих країн. 24 серпня 1941 року НКВС СРСР організував у Москві мітинг представників єврейського народу. На ньому висунули пропозицію про створення Єврейського антифашистського комітету.
Разом з постанням ЄАК єврейські антифашистські організації виникли в США («Єврейська рада комітетів допомоги СРСР» на чолі з фізиком А. Ейнштейном і письменником Ш. Ашем), Палестині («Ліга Ві») тощо.
Відповідальним за діяльність ЄАК було призначено керівника Рад інформбюро О. Лозовського (С. Дрідзо). До ЄАК увійшли поет С. Маршак, кінорежисер С. Ейзенштейн, музикант Д. Ойстрах, академік П. Капіца, генерал Я. Крейзер та інші — вихідці з різних регіонів СРСР, включаючи Україну.
Комітет організовано радянським урядом у лютому 1942 року. Головою ЄАК призначили єврейського актора та громадського діяча Соломона Міхоелса. У комітет увійшло багато відомих євреїв — діячів культури та науки СРСР, військові. Відповідальним за повсякденну роботу комітету призначили голову Радінформбюро Соломона Лозовського (Дрідзо).
У травні 1942 року в Москві відбувся другий мітинг ЄАК, присвячений збиранню коштів на придбання військової техніки для фронту. Тільки для комплектування танкового підрозділу «Радянський Біробіджан» було зібрано 3 млн крб. Значну суму — близько 33 млн доларів — ЄАК зібрав у США, Канаді, Мексиці, Великій Британії та Палестині.
У липні 1942 року в м. Куйбишеві (нині Саратов, РФ) мовою ідиш почав виходити друкований орган ЄАК — газета «Ейнікайт» («Єднання»), яка розповсюджувалася в СРСР та за кордоном. Також було налагоджено трансляцію інформаційних радіопередач комітету для США та Великої Британії. 1943 року члени ЄАК здійснили 7-місячне турне по США, Канаді, Мексиці та Великій Британії, яке сприяло поновленню розірваних у 1930-х зв’язків між радянським та світовим єврейством. 1944 року ЄАК висунув пропозиції створити в СРСР спеціальну комісію допомоги євреям, які постраждали від війни, а на території Поволжя або Криму — Єврейську Радянську Республіку. Однак вони були відхилені урядовими інституціями.
У травні 1945 року, після перемоги над фашистською Німеччиною, ЄАК оприлюднив декларацію, у якій наголошувалося на солідарності, що постала між радянськими євреями та євреями інших країн світу. У перші повоєнні роки діяльність ЄАК зосереджувалася переважно на виданні газети «Ейнікайт» (з лютого 1945 року виходила тричі на тиждень). Готувалися до видання збірники документальних матеріалів — «Чорна книга» (про злочини нацистів проти єврейського населення на окупованих територіях СРСР) та «Червона книга» (про участь євреїв у боротьбі проти фашизму).

### Основні напрямки діяльності ЄАК
1. Встановлення міжнародних зв'язків з єврейськими громадами країн антигітлерівської коаліції.
2. Матеріальна допомога Червоній армії.
3. Поширення інформації щодо геноциду євреїв з боку гітлерівської Німеччини та її союзників.
4. Пропаганда героїчних вчинків євреїв-воїнів Червоної армії, участь євреїв у русі опору.

Комітет випускав газету «Ейнікайт» («Єдність») мовою ідиш. Члени комітету зверталися в пресі до євреїв усього світу із закликом підтримати боротьбу СРСР з гітлерівською Німеччиною. У травні 1942 року і квітні 1944 року ЄАК провів мітинги єврейської громадськості.

### Встановлення міжнародних контактів
ЄАК відіслав до зарубіжних періодичних видань 23125 статей, більш ніж 3000 фотографій. Було проведено 944 радіопередачі на Велику Британію та США. На захід надіслано 12 рукописів книг. Соломон Міхоелс та Іцик Фефер у 1943 році відвідали США, Велику Британію, Канаду та Мексику. За пропозицією ЄАК утворена міжнародна редакційна рада «Чорної книги» свідчень про нацистські злочини щодо євреїв. З ініціативи ЄАК єврейськими комітетами допомоги СРСР, утвореними у США, було придбано для Червоної армії тисячу танків, п'ятсот літаків, військове обладнання та обмундирування.

### Захист євреїв у СРСР
Поступово основна діяльність комітету перейшла на засудження поширення в СРСР антисемітських настроїв, а такожє на допомогу євреям, які поверталися на визволені від нацистів території.
ЄАК офіційно не був прихильником виїзду євреїв з СРСР до Палестини, проте агітував про створення єврейської автономії в Криму — так званої «Кримської Каліфорнії». Після війни це також стало приводом для організації урядом кампанії проти ЄАК у 1946—1948 роках. МДБ СРСР звинуватило діячів ЄАК в антирадянській пропаганді й націоналістичній діяльності. 20 листопада 1948 року рішенням Політбюро ЦК ВКП(б) ЄАК було ліквідовано.

### Доля членів комітету
Діяльність ЄАК припинилась у листопаді 1948 року через репресії проти його членів. У січні 1948 року розстріляно театрального режисера голову ЄАК С. Міхоелса. Того ж року було заарештовано керівний склад комітету, закрито газету «Ейнікайт». Протягом 1948–1952 років більше сотні осіб звинуватили в «злочинних» зв’язках з ЄАК. 12 серпня 1952 року за вироком військової колегії Верховного суду СРСР було розстріляно 30 активістів комітету. Серед них — літератори України Давид Бергельсон, Давид Гофштейн, Лев Квітко, Перец Маркіш, Іцик Фефер. 
Підставою для звинувачень стали також їхні контакти з іноземними засобами масової інформації, представниками зарубіжних єврейських організацій. 22 листопада 1955 року та ж сама військова колегія суду скасувала свій вирок «за відсутністю складу контрреволюційного злочину». Реабілітовані були й інші репресовані у справі ЄАК.